# Smarchowice Śląskie
Smarchowice Śląskie (auch Fałdrychowski, deutsch Windisch Marchwitz) ist eine Ortschaft in Niederschlesien. Der Ort liegt in der Gmina Namysłów im Powiat Namysłowski in der Woiwodschaft Oppeln in Polen.

## Geographie

### Geographische Lage
Das Angerdorf Smarchowice Śląskie liegt neun Kilometer südwestlich der Gemeinde- und Kreisstadt Namysłów (Namslau) sowie 62 Kilometer nordwestlich der Woiwodschaftshauptstadt Opole (Oppeln). Der Ort liegt in der Nizina Śląska (Schlesische Tiefebene) innerhalb der Równina Oleśnicka (Oelser Ebene).

### Nachbarorte
Nachbarorte von Smarchowice Śląskie sind im Norden Krasowice (Kraschen) und im Süden Ligota Książęca (Fürsten-Ellguth).

## Geschichte

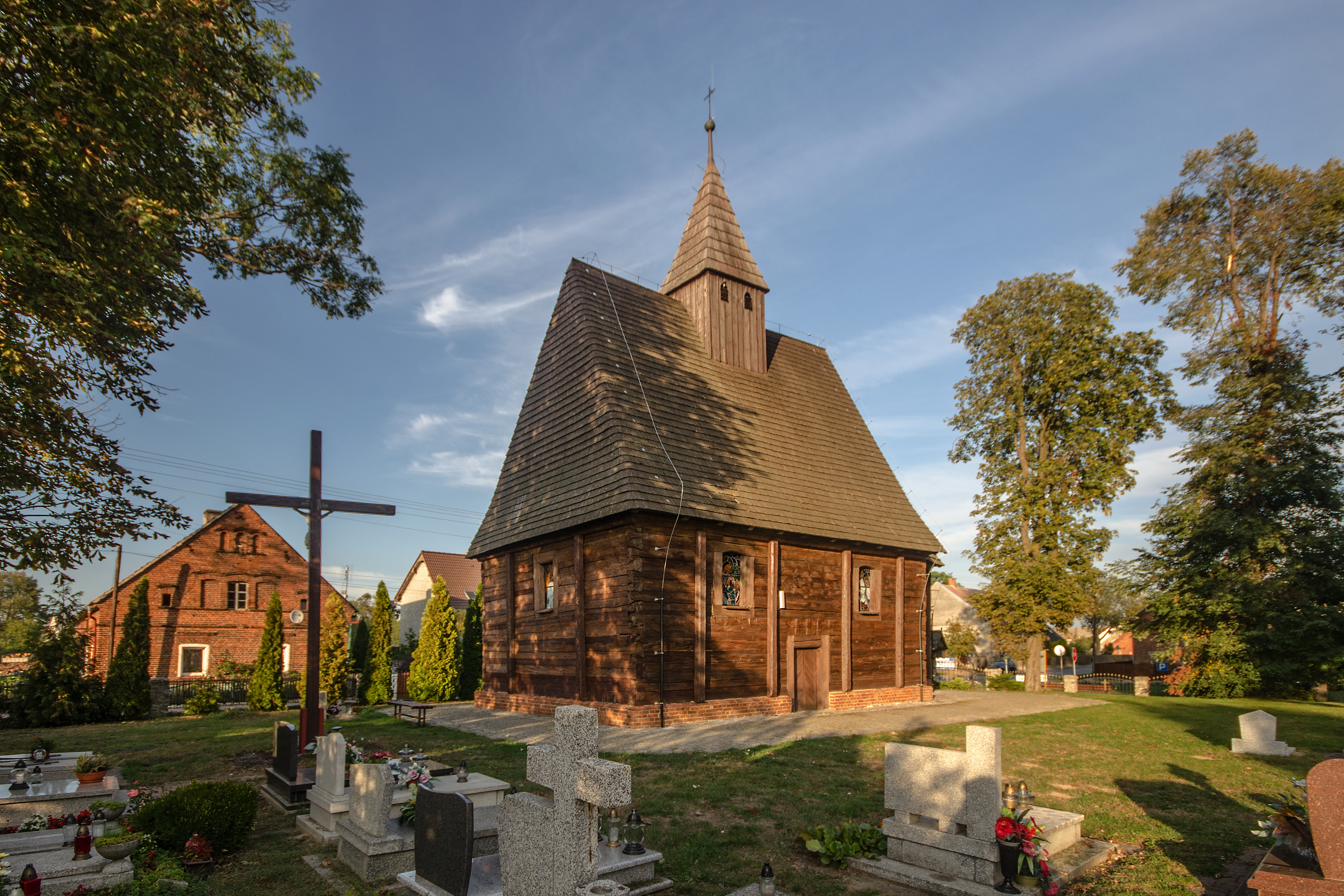
Heilig-Kreuz-Kirche

In dem Werk  Liber fundationis episcopatus Vratislaviensis aus den Jahren 1295–1305 wird der Ort erstmals als Smorczwitz erwähnt. 1353 wurde der Ort als Slaicum und Smarchwicz sowie 1370 als Windusschin Smarkewicz erwähnt.
Nach dem Ersten Schlesischen Krieg 1742 fiel Windisch Marchwitz mit dem größten Teil Schlesiens an Preußen.
Nach der Neuorganisation der Provinz Schlesien gehörte die Landgemeinde Windisch Marchwitz ab 1816 zum Landkreis Namslau im Regierungsbezirk Breslau. 1845 bestanden im Dorf ein Vorwerk, eine Freischoltisei, eine katholische Kirche, eine evangelische Schule, eine Windmühle, ein Roßmarkt, eine Oberförsterei, eine Unterförsterei und 45 Häuser. Im gleichen Jahr lebten in Windisch Marchwitz 345 Menschen, davon 16 katholisch und 7 jüdisch. 1874 wurde der Amtsbezirk Windisch Marchwitz  gegründet, welcher die Landgemeinden Windisch Marchwitz und die Gutsbezirken Mühlchen, Forst und Windisch Marchwitz umfasste. Erster Amtsvorsteher war der Kgl. Oberförster Ohrdorff in Windisch Marchwitz.
1933 zählte Windisch Marchwitz 438 sowie 461 Einwohner. Bis 1945 gehörte der Ort zum Landkreis Namslau.
1945 kam der bisher deutsche Ort unter polnische Verwaltung, wurde in Smarchowice Śląskie umbenannt und der Woiwodschaft Schlesien angeschlossen. 1950 wurde Smarchowice Śląskie der Woiwodschaft Oppeln zugeteilt. 1999 wurde es Teil des wiedergegründeten Powiat Namysłowski.

## Sehenswürdigkeiten

### Heilig-Kreuz-Kirche
Die römisch-katholische Heilig-Kreuz-Kirche (poln. Kościół Podwyższenia Krzyża Świętego) ist eine Schrotholzkirche und wurde 1580 erstmals erwähnt. Der heutige Bau entstand Anfang des 17. Jahrhunderts zunächst als protestantisches Gotteshaus. 1654 wurde die Kirche rekatholisiert. Der Kirchenbau steht seit 1954 unter Denkmalschutz.

### Weitere Sehenswürdigkeiten
- Das Schloss Windisch Marchwitz (poln. Dwór w Smarchowicach Śląskich) wurde im 19. Jahrhundert errichtet.[6]